# Limburger HC

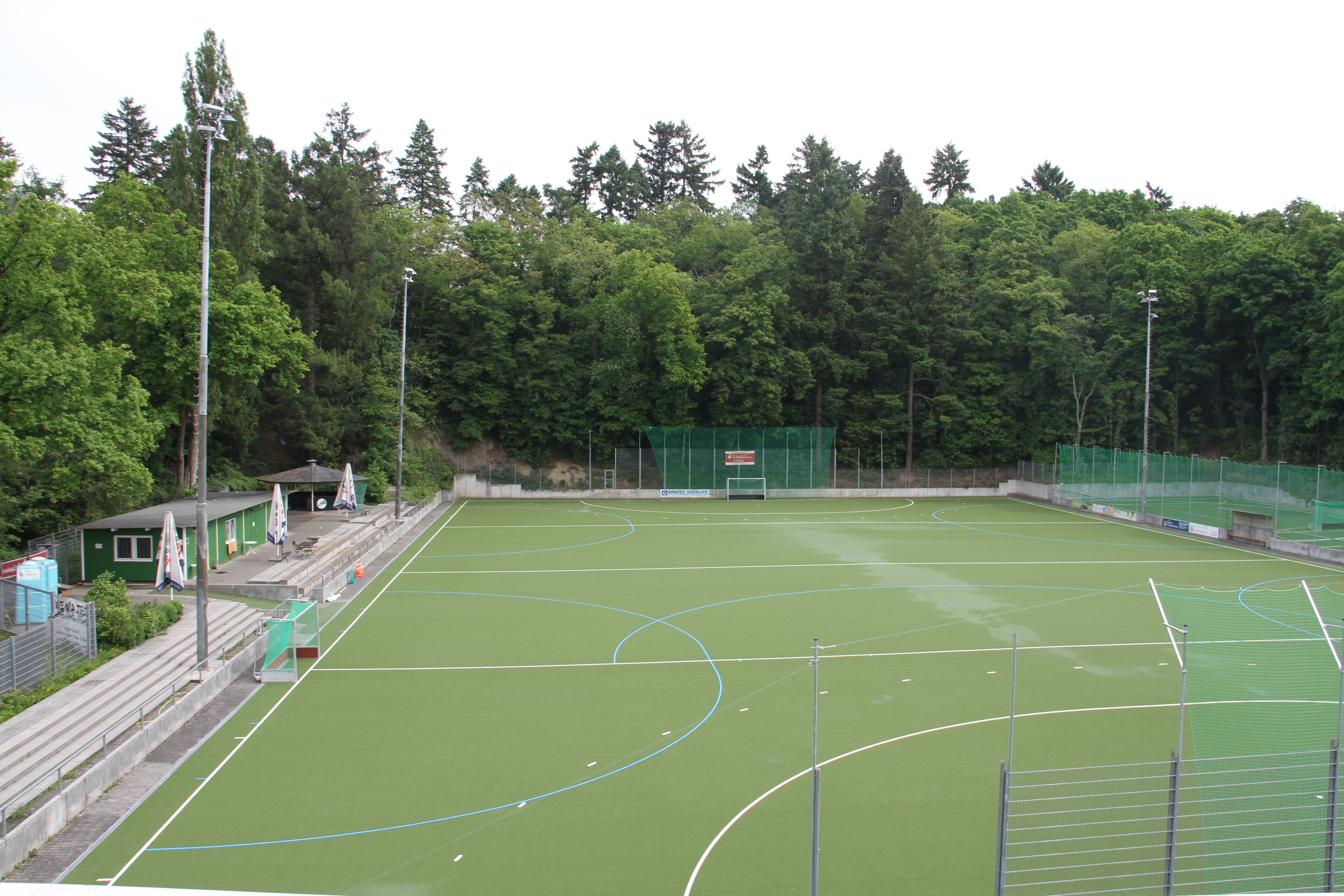
Veld van Limburger HC

Limburger Hockey-Club is een Duitse hockeyclub uit Limburg an der Lahn. De vereniging begon in 1922 als de hockeyafdeling van VfR 07 Limburg en werd in 1927 een zelfstandige vereniging. De club werd in 1984 kampioen van Duitsland.